# ديفيد داي (صحفي)
ديفيد داي (بالإنجليزية: David Day)‏ هو صحفي أسترالي، ولد في 1951 في موري في أستراليا، وتوفي في 1 مايو 2015 في أديلايد في أستراليا بسبب مرض.